# Демократическая альтернатива ’91
Демократическая Альтернатива '91 (нидерл. Democratic Alternative '91) — либеральная политическая партия в Суринаме. Лидер партии Анжелика де ла Кастело.

## История
Партия была основана незадолго до всеобщих выборов 1991 года. Она была образована из активистов, отколовшихся от Национальной партии Суринама во главе с Уинстоном Джессураном и Джерардом Буннингсом. Брунингс заявил, что при создании партии они попросили у посольства Нидерландов программы нидерландских политических партий, а больше всего они позаимствовали у Демократов 66. На выборах 1991 года Демократическая Альтернатива получила 9 мест в Национальной ассамблее. На выборах 1996 года число мест в парламенте сократилось до четырёх. На выборах 2000 года до двух представителей, а в 2005 году в парламент прошёл лишь один кандидат. Несмотря на это Демократическая Альтернатива '91 присоединилась к правящей коалиции и получила один пост министра. На выборах 2010 года партия присоединилась к политическому альянсу «Новый фронт за демократию и развитие». На выборах 2015 года Демократическая Альтернатива шла на выборы в рамках политического альянса V7.